# Теньгаев, Николай Александрович
Николай Александрович Теньгаев (1 мая 1918 — 11 апреля 1987) — советский театральный актёр, народный артист РСФСР.

## Биография
Николай Александрович Теньгаев родился 1 мая 1918 года. С 1940 года служил в Красной армии, участвовал в Великой Отечественной войны. Первый его бой был под Дубно 25 июня 1941 года. В боях под Харьковом был ранен и контужен. После эвакуации и лечения в госпитале Майкопа вернулся в профессию артиста. Сразу после войны служил в Иркутском драматическом театре. Работал на сценах Ташкента, Читы, Петрозаводска, Омска.
С 1956 года играл в Великолукском городском театре. Был актёром Владимирского драматического театра им. А. В. Луначарского.

Могила на Улыбышевском кладбище

Умер 11 апреля 1987 года во Владимире, похоронен на кладбище Улыбышево.

## Награды и премии
- Заслуженный артист РСФСР (26.06.1968).
- Народный артист РСФСР (29.03.1974).

## Работы в театре
- «Свадьба Кречинского» А. Сухово-Кобылина — Кречинский
- «Капитан Корнев» В. Тютьманова — Капитан Корнев
- «Андрей Ставров» И. Шура — Андрей Ставров
- «Только телеграммы»
- «Королевский брадобрей» А. Луначарского — Аристид[2]

## Фильмография
- 1979 — Несколько дней из жизни И. И. Обломова — эпизод
- 1980 — За спичками — 1-й крестьянин